# 絞首台の上のカササギ
『絞首台の上のカササギ』（こうしゅだいのうえのカササギ、蘭: De ekster op de galg, 英: The Magpie on the Gallows）は、フランドルの画家ピーテル・ブリューゲルが1568年に描いた絵画。『絞首台のカササギ』とも。

## 概要
晩年のブリューゲルは、より一層低い視点による身近なシーンを描いていた。しかしながら、本作では以前と同じように、16世紀前半にネーデルラントで描かれた「世界風景画」 (en:World landscape) の伝統に連なるパノラマ風景画に舞い戻っている。
本作は、遺作とされており、画家は身近な暮らしの情景やその中に潜んでいる不安や恐怖を、広く大きい自然とともに描き出している。カレル・ヴァン・マンデルは、1604年発表の『北方画家列伝』の中で、「ブリューゲルは遺言によってこの絵を妻に遺し、カササギによって口煩い人々を表し、絞首台に送った」と述べている。
ベルギーのシント＝ゲルツルディス＝ペーデ (en:Sint-Gertrudis-Pede) には、本作に描かれた水車が残っている。

## 作品
ネーデルラントの初秋の午後の風景が描かれている。カササギが木製の絞首台の上に止まっている。中世以来、カササギは魔女や悪魔に奉仕する不吉な鳥とされている。しかし、本作ではカササギや絞首台の他に、画面右手前に描かれた牛の頭蓋骨などが、死の恐ろしさを鑑賞者に感じさせている。
その一方で、画面の左側では、農民たちが踊っている他に、中景まで続いている市で賑わう村の道の様子など、晩年のブリューゲルが好んで扱った、農民たちが元気よく暮らす様子が描かれている。
カササギは他人の陰口や悪口をいうおしゃべり好きな女性の象徴であり、そのような人は絞首台に連れて行かれても仕方がない、それはまたプロテスタントの教えを宣伝するための説教をする、おしゃべりの多い牧師たちを絞首台に連れて行ったスペインの支配者をも示唆するといい、不必要なおしゃべりや密告などは自粛するべきだ、というメッセージにもなっている。
画面の最も左下の草の茂った場所で糞をしている人は「絞首台に糞をする」という、『ネーデルラントの諺』でも描かれている諺を、バグパイプ奏者が奏でる音楽に合わせ、絞首台の左側で踊っている2人組と3人組の人たちは「絞首台の下で踊る」という諺を描いている。

## 解釈
絞首台は、『死の勝利』や『十字架を担うキリスト』、『牛群れの帰り』にも描かれているが、これらのいずれにも刑が執行された後の死体がぶら下がっている。一方で、本作の場合、絞首台に死体はつり下げられていない。もっぱら、絞首台という物体が奇妙な形で立っているだけであるかのように見えるように描かれている。
中央に立っている絞首台の右側に、木でつくられた十字架が描かれている。この十字架が立てられている墓地は、かつてこの場所で絞首刑を受けた人の墓所であると考えるのが一般的であるが、十字架は、絞首刑によって死んでいった人々への鎮魂のための十字架であるようにも解釈できる。
左右に描かれた大きな樹木に挟まれて中央に立っている奇妙な形の絞首台、その上に止まっているカササギ、その下の朽ちて立ちすくんでいるかのような十字架、さらにその下方に静かに横たわる風車小屋ののんびりとした風景、絞首台の左側で踊る農民たち、木々の向こう側に見えている比較的大きな規模と思われる町の家屋群、さらにその向こう側に見える大河、その水際に建っている城砦、遠景として描かれた薄紫色の山々とその上の水色の空、これらのすべての要素が、それぞれに独立しながらも同時に関係しあい連続して、ひとつの絵画の世界をつくり上げている。この構成によって、「これが世界というものである」という世界の「世界性」が表現されているのである。

## 評価
ヘッセン州立美術館が発行している本作の解説を書いたギゼラ・ベルクシュトレッサーは、本作に関して、「構図的にも、色彩的にも当時の最高度の技術を駆使しており、ルーベンスへの道を切り開いたばかりでなく、17世紀オランダ絵画の先駆となった作品である」と記している。